# Sylvie Jacob
Pour les articles homonymes, voir Jacob (homonymie).
Sylvie Jacob est une actrice française.
Interprète à l'écran dès son plus jeune âge, elle a tenu plusieurs rôles principaux et secondaires à la télévision. Étant également active dans le doublage, elle est notamment la voix française régulière de Natalie Portman dans la plupart de ses films depuis Star Wars, épisode I : La Menace fantôme, mais aussi une des voix récurrentes de Elisabeth Moss, Jessica Alba, Neve Campbell, Hilary Duff et Christina Ricci.
Elle est la sœur d'Emmanuel Curtil, également comédien de doublage.

## Biographie
C'est en 1984, à l'âge de six ans que Sylvie Jacob commence sa carrière avec le rôle de Marguerite, jeune fille infirme, dans le téléfilm La Digue de Jeanne Labrune,.
En 1988, elle tourne dans la mini-série Tourbillons.
En 1994, à l'âge de 16 ans, elle décroche le rôle principal de Vanessa dans un épisode de la série de téléfilms, L'Instit et a déjà interprété, à ce même âge, plus de quinze rôles,.
Plus tard, elle s'oriente vers le doublage et prête sa voix à plusieurs actrices américaines pour devenir entre autres la voix française régulière de Natalie Portman,,. Elle a également travaillé dans l'animation en prêtant notamment sa voix à Angelica et Jules Cornichon dans les films et la série Les Razmoket, à la Toa Nokama dans les films Bionicle, Megan dans Les Griffin ou encore en étant la deuxième voix de Bunny dans Sailor Moon.

## Filmographie

### Cinéma
- 1986 : Un homme et une femme : Vingt ans déjà de Claude Lelouch
- 1989 : Embrasse-moi de Michèle Rosier : l'amie de Louise
- 1989 : Un père et passe
- 2002 : La Famille selon Mathieu : Maryse (court métrage)

### Télévision

#### Téléfilms
- 1984 : La Digue de Jeanne Labrune : Marguerite
- 1990 : Notre Juliette : Justine
- 1991 : Les Enfants de la plage : Juliette
- 1993 : Divisé par deux : Corinne

#### Séries télévisées
- 1984 : Les Amours des années 50 : Florence
- 1988 : Tourbillons : Deborah
- 1994 : L'Instit : Vanessa (saison 3, épisode 1 de Philippe Triboit : Vanessa, la petite dormeuse)

## Doublage

### Cinéma

#### Films
- Natalie Portman dans (29 films) :
  - Star Wars, épisode I : La Menace fantôme (1999) : Padmé Amidala
  - Ma mère, moi et ma mère (1999) : Ann August
  - Star Wars, épisode II : L'Attaque des clones (2002) : Padmé Amidala
  - Garden State (2004) : Samantha
  - Closer, entre adultes consentants (2004) : Alice
  - Star Wars, épisode III : La Revanche des Sith (2005) : Padmé Amidala
  - Free Zone (2005) : Rebecca
  - V pour Vendetta (2006) : Evey Hammond
  - Le Merveilleux Magasin de Mr. Magorium (2007) : Molly Mahoney
  - Hôtel Chevalier (2007) : la petite amie de Jack
  - À bord du Darjeeling Limited (2007) : l’ex compagne de Jack
  - Un hiver à Central Park (2009) : Emilia Greenleaf
  - New York, I Love You (2009) : Rifka Malone
  - Hesher (2010) : Nicole
  - Black Swan (2010) : Nina Sayers
  - Thor (2011) : Jane Foster
  - Sex Friends (2011) : Emma Kurtzman
  - Thor : Le Monde des ténèbres (2013) : Jane Foster
  - Jane Got a Gun (2015) : Jane Hammond
  - Knight of Cups (2015) : Elizabeth
  - Une histoire d'amour et de ténèbres (2015) : Fania Oz
  - Song to Song (2017) : Rhonda
  - Annihilation (2018) : Lena, la biologiste
  - Ma vie avec John F. Donovan (2018) : Sam Turner
  - Vox Lux (2018) : Celeste
  - Avengers: Endgame (2019) : Jane Foster
  - Lucy in the Sky (2019) : Lucy Cola
  - Thor: Love and Thunder (2022) : Jane Foster / Mighty Thor
  - Fountain of Youth (2025) : Charlotte Purdue

- Jessica Alba dans (4 films) :
  - La Main qui tue (1999) : Molly
  - Honey (2003) : Honey Daniels
  - Meet Bill (2007) : Lucy
  - En cloque, mode d'emploi (2007) : elle-même

- Neve Campbell dans :
  - Scream (1996) : Sidney Prescott
  - Company (2003) : Ry
  - Skyscraper (2018) : Sarah Sawyer

- Rhea Seehorn dans :
  - Inside Man: Most Wanted (2019) : Dr Brynn Stewart
  - Dans les angles morts (2021) : Justine Sokolo
  - Bad Boys: Ride or Die (2024) : US Marshall Judy Howard

- Raven-Symoné dans :
  - Docteur Dolittle (1998) : Charisse Dolittle
  - Docteur Dolittle 2 (2001) : Charisse Dolittle

- Alicia Witt dans :
  - Urban Legend (1998) : Natalie Simon
  - L'Amour sans préavis (2002) : June Carter

- Gabrielle Union dans :
  - Dix bonnes raisons de te larguer (1999) : Chastity
  - Sleepless (2017) : Dena

- Ali Larter dans :
  - Destination finale (2000) : Claire Rivers
  - Destination finale 2 (2003) : Claire Rivers

- Jena Malone dans :
  - Donnie Darko (2001) : Gretchen Ross
  - La Maison sur l'océan (2002) : Alyssa Beck

- Heather Graham dans :
  - Trop, c'est trop ! (2001) : Josephine Wingfield
  - From Hell (2001) : Mary Kelly

- Anne Hathaway dans :
  - Nicholas Nickleby (2002) : Madeline Bray
  - Les Passagers (2008) : Claire Summers

- Christina Ricci dans :
  - La Vie et tout le reste (2003) : Amanda
  - Monster (2003) : Selby

- Hilary Duff dans :
  - Treize à la douzaine (2003) : Lauren Baker
  - Treize à la douzaine 2 (2005) : Lauren Baker

- Emily Perkins dans :
  - Ginger Snaps : Résurrection (2004) : Brigitte Fitzgerald
  - Ginger Snaps : Aux origines du mal (2004) : Brigitte Fitzgerald

- Anne-Marie Duff dans :
  - Nowhere Boy (2009) : Julia Lennon
  - Closed Circuit (2013) : Melissa

- Rose Byrne dans :
  - Prédictions (2009) : Diana Wayland
  - Insidious: The Red Door (2023) : Renai Lambert

- Annabelle Wallis dans : 
  - X-Men : Le Commencement (2011) : Amy
  - Mine (2016) : Jenny

- Billie Piper dans :
  - City of Tiny Lights (2016) : Shelley
  - Scoop (2024) : Sam McAlister (en)

- 1989 : L'Oncle Buck : Maizy Russell (Gaby Hoffmann)
- 1989 : Simetierre : Ellie Creed (Blaze Berdahl)
- 1992 : Maman, j'ai encore raté l'avion ! : Megan McCallister (Hillary Wolf)
- 1993 : Il était une fois le Bronx : Jane Williams (Taral Hicks)
- 1996 : Race the Sun : Uni Kakamura (Sara Tanaka (en))
- 1996 : Dangereuse Alliance : Rochelle Zimmerman (Rachel True)
- 1996 : Tout le monde dit I love you : Djuna « D.J. » Berlin, fille de Joe et Steffi (Natasha Lyonne)
- 1997 : Ennemis rapprochés : Bridget O'Meara (Julia Stiles)
- 1997 : Titanic : voix additionnelles
- 1998 : L'Heure magique : Mel Ames (Reese Witherspoon)
- 1999 : Carrie 2 : Rachel Lang (Emily Bergl)
- 1999 : Elle est trop bien : Lenny Box (Rachael Leigh Cook)
- 1999 : Star Wars, épisode I : La Menace fantôme : Sabé (Keira Knightley)
- 1999 : Belles à mourir : Tess Weinhaus (Shannon Nelson)
- 1999 : Sexe Intentions : Clorissa (Ginger Williams)
- 2000 : Battle Royal : Takako Chigusa (Chiaki Kuriyama)
- 2000 : American Girls : Whitney (Nicole Bilderback (en))
- 2000 : Eh mec ! Elle est où ma caisse ? : une membre de la secte Zoltan [Qui ?]
- 2001 : Zoolander : elle-même (Paris Hilton)
- 2002 : Joue-la comme Beckham : Jesminder « Jess » Bhamra (Parminder Nagra)
- 2002 : Le Smoking : Dale Blaine (Jennifer Love Hewitt)
- 2002 : Hyper Noël : Danielle (Alexandra Purvis)
- 2002 : Laurier blanc : Claire Richards (Renée Zellweger)
- 2002 : May : Polly (Anna Faris)
- 2002 : Blue Crush : Eden (Michelle Rodriguez)
- 2003 : Le Divorce : Isabel Walker (Kate Hudson)
- 2003 : Zatōichi : Geisha O-Kinu (Yūko Daike)
- 2004 : Eurotrip : Fiona (Kristin Kreuk)
- 2004 : Spider-Man 2 : Louise (Vanessa Ferlito)
- 2005 : Saw 2 : Laura Hunter (Beverley Mitchell)
- 2006 : Lucky Girl : Ashley Albright (Lindsay Lohan)
- 2006 : Ricky Bobby : Roi du circuit : Susan (Amy Adams)
- 2006 : Wilderness : Mandy (Lenora Crichlow)
- 2006 : Le Dahlia noir : Elizabeth Short (Mia Kirshner)
- 2007 : Next : Liz Cooper (Jessica Biel)
- 2007 : Aliens vs. Predator: Requiem : Carrie Adams (Gina Holden)
- 2007 : Il était une fois : une habitante de l'immeuble [Qui ?]
- 2008 : Une virée en enfer 2 : Melissa (Nicki Aycox)
- 2008 : Appelez-moi Dave : Gina Morrison (Elizabeth Banks)
- 2008 : Super blonde : Lilly (Kiely Williams)
- 2008 : Last Chance for Love : Susan (Liane Balaban)
- 2008 : Hamlet 2 : Ivonne (Melonie Diaz)
- 2009 : Vendredi 13 : Whitney (Amanda Righetti)
- 2009 : Bliss : Maggie Mayhem (Kristen Wiig)
- 2010 : Unstoppable : une journaliste (Adrienne Wehr)
- 2010 : Hors de contrôle: Melissa (Caterina Scorsone)
- 2011  : Le Mytho : une demoiselle d'honneur (Julia Wolov)
- 2012 : Sur la route : Galatea Dunkel (Elisabeth Moss)
- 2012 : Chroniques de Tchernobyl : Amanda (Devin Kelley)
- 2012 : Ted : Norah Jones (Norah Jones)
- 2012 : Moi, député : Dylan Huggins (Kya Haywood)
- 2014 : Dear White People : Colandrea « Coco » Conners (Teyonah Parris)
- 2014 : Night Call : elle-même, présentatrice de KWLA (Sharon Tay (en))
- 2014[n 1] : Imperial Dreams : Mme Price (Anika Noni Rose)
- 2015 : À vif ! : Kaitlin (Sarah Greene)
- 2015 : Témoin à louer: la demoiselle d'honneur mignonne (Tristin Mays)
- 2017 : The Warrior's Gate : Annie (Sienna Guillory)
- 2018 : Ready Player One : Kira (Perdita Weeks)
- 2018 : El aviso (es) : Andrea (Belén Cuesta)
- 2019[n 2] : L'Homme du labyrinthe : Samantha Andretti (Valentina Bellè)
- 2020 : La Nuit où on a sauvé maman : Jay (Karla Souza)
- 2021 : Major Grom : Le Docteur de peste : Tatiana [Qui ?]
- 2021 : Beckett : voix additionnelles
- 2021 : Apex : Jeza (Megan Peta Hill)
- 2022 : Mariage à la polonaise (it) : Ola (Zofia Domalik (pl))
- 2022 : La Forêt silencieuse (de) : Waltraud Gollas (Johanna Bittenbinder (de))
- 2023 : The Beanie Bubble (en) : voix additionnelles
- 2023 : À la gorge : Nehir (Müge Bayramoglu)
- 2025 : Revelations : la mère d'A-yeong (Joo In-young (en))

#### Films d'animation
- 1957[n 3] : La Reine des neiges : Gerda
- 1959 : Pinocchio et la Clé d'or[n 4] : Malvina et Arlequin
- 1984 : La Marmite de Porridge[9] : un enfant (court métrage)
- 1992 : Les Magic Trolls[10] : Ondine
- 1994 : Dragon Ball Z : Rivaux dangereux : Coco
- 1996 : City Hunter : Services secrets : Anna, Miki
- 1998 : Les Razmoket, le film : Angelica « Couette-couette » Cornichon, Jules Cornichon
- 1998 : Charlie, le conte de Noël : Martha, Petite Chienne #1 (Angélique), Petite Chienne #2 et la mère de Martha
- 1999 : Le Petit Grille-pain courageux : À la rescousse : Chris
- 1999 : Vive le vent : ?
- 2000 : Les Razmoket à Paris, le film : Angelica « Couette-couette » Cornichon, Jules Cornichon
- 2000 : Alvin et les Chipmunks contre le loup-garou : Théodore Seville
- 2001 : Jimmy Neutron : Un garçon génial : la commentatrice
- 2003 : Les Razmoket rencontrent les Delajungle : Angelica « Couette-couette » Cornichon, Jules Cornichon et Kira Watanabe-Fifrelin
- 2004 : Balto 3 : Sur l'aile du vent : Dusty
- 2004 : Bionicle 2 : Les Légendes de Metru Nui : Nokama
- 2005 : Bionicle 3 : La Menace de l'ombre : Nokama
- 2006 : Charlotte aux fraises : Le Jardin des rêves : ?
- 2008 : Star Wars: The Clone Wars : Padmé Amidala
- 2009 : Planète 51 : la petite amie du film Humaniacs III
- 2009 : Totally Spies! Le Film : la vendeuse et la copine de Mandy
- 2014 : La Grande Aventure Lego : Wonder Woman[11]
- 2021 : Bright: Samurai Soul : Anna
- 2022 : A Cookie's Adventure : Pépite (court métrage)
- 2023 : Pretty Guardian Sailor Moon Cosmos, le film (en) : Sailor Cosmos / Guardian Cosmos

### Télévision

#### Téléfilms
- Beverley Mitchell dans :
  - Passé troublant (2007) : Mackenzie Greer
  - Le chien qui a sauvé Pâques (2014) : Alice
  - Un cadeau sur mesure pour Noël (2015) : Stéphanie
  - Dangereuse thérapie (2016) : Lucy Foster
  - Une mère manipulatrice (2017) : Beth Hoyson
  - Un ex-fiancé en cadeau (2018) : Noelle Collins
  - Un Noël rock ! (2019) : Ashlyn Rose
  - Un Noël à réinventer (2020) : Phoebe Saunders

- 1997 : Innocence perdue : Erica French (Keri Russell)
- 1998 : Je t'ai trop attendue : Kyra Thompson (Soleil Moon Frye)
- 2013 : Profil criminel : Jacky (Nicki Aycox)
- 2013 : La Trahison de mon mari : Cathy Coulter (Jacqueline MacInnes Wood)

#### Séries télévisées
- Nicki Aycox dans (6 séries) :
  - Providence (1999) : Lily Gallagher (saison 1)
  - Cold Case : Affaires classées (2004-2010) : Christina Rush (12 épisodes)
  - LAX (2004-2005) : Christine (épisodes 10 à 12)
  - Over There (2005) : Brenda Mitchell (11 épisodes)
  - Supernatural (2006-2008) : Meg Masters #1 (5 épisodes)
  - Dark Blue : Unité infiltrée (2009-2010) : Jaimie Allen (20 épisodes)

- Bianca Lawson dans (5 séries) :
  - Dawson (1999-2000) : Nikki Green (saison 3)
  - Bones (2009) : Albie (saison 4, épisode 13)
  - Vampire Diaries (2009-2014) : Emily Bennett (6 épisodes)
  - Teen Wolf (2012-2014) : Mlle Marin Morrell (12 épisodes)
  - Witches of East End (2014) : Eva Gardiner (saison 2)

- Megan Ketch (en) dans (5 séries) :
  - Blue Bloods (2012-2013) : l'inspecteur Kate Lansing (saison 3)
  - The Good Wife (2013-2015) : Deena Lampard (4 épisodes)
  - Under the Dome (2013-2015) : Harriet Arnold (4 épisodes)
  - Jane the Virgin (2015-2016) : Susanna Barnett (12 épisodes)
  - American Gothic (2016) : Tessa Ross (13 épisodes)

- Tamara Tunie dans (4 séries) :
  - New York, unité spéciale (2000-2021) : Dr Melinda Warner (226 épisodes)
  - New York, cour de justice (2005) : Dr Melinda Warner (épisode 11)
  - Chicago Fire (2015) : Dr Melinda Warner (saison 3, épisode 21)
  - Black Earth Rising (en) (2018) : Eunice Clayton (mini-série)

- Billie Piper dans (4 séries) :
  - Penny Dreadful (2014-2017) : Brona Croft / Lily Frankenstein (27 épisodes)
  - Collateral (2018) : Karen Mars (mini-série)
  - Kaos (2024) : Cassandre
  - Mercredi (2025) : Isadora Capri (saison 2)

- Allison Scagliotti dans (4 séries) :
  - Warehouse 13 (2009-2014) : Claudia Donovan (60 épisodes)
  - Eureka (2010) : Claudia Donovan (saison 4, épisode 5)
  - Bones (2013) : Jill Roberts (saison 8, épisode 21)
  - Person of Interest (2013) : Molly Nelson (saison 2, épisode 20)

- Zoe McLellan dans :
  - JAG (2001-2005) : Jennifer Coates (1re voix, saisons 7 à 10)
  - NCIS : Enquêtes spéciales (2014-2016) : l'agent spécial Meredith « Merri » Brody (3 épisodes)
  - NCIS : Nouvelle-Orléans (2014-2016) : l'agent spécial Meredith « Merri » Brody (47 épisodes)

- Agnes Bruckner dans :
  - 24 Heures chrono (2003) : Linda (saison 3, épisodes 1 à 5)
  - Private Practice (2009) : Heather Parker (5 épisodes)
  - Once Upon a Time (2015) : Lilith « Lily » Page (saison 4)

- Beverley Mitchell dans :
  - Sept à la maison (1996-2007) : Lucy Camden Kinkirk (242 épisodes)
  - La Vie secrète d'une ado ordinaire (2011-2013) : Kaitlin O'Malley (28 épisodes)

- Katie Wright dans :
  - Couleur Pacifique (1996) : Nina Gerard (10 épisodes)
  - Melrose Place (1997) : Chelsea Fielding (13 épisodes)

- Sarah Hagan dans :
  - Freaks and Geeks (1999-2000) : Millie Kentner (11 épisodes)
  - NCIS : Enquêtes spéciales (2013) : Sandy (saison 10, épisode 18)

- Lindsay Felton (en) dans :
  - Caitlin Montana (2000-2002) : Caitlin Seeger (52 épisodes)
  - Aux portes du cauchemar (2001) : April Powers (épisode 5)

- Rhea Seehorn dans :
  - C'est moi qu'elle aime (en) (2003-2004) : Cheri Baldzikowski (22 épisodes)
  - Better Call Saul (2015-2022) : Kim Wexler (61 épisodes)

- Caterina Scorsone dans :
  - Missing : Disparus sans laisser de trace (2003-2006) : Jess Mastriani (55 épisodes)
  - Crash (2008-2009) : Callie Wilkinson (4 épisodes)

- Audrey Marie Anderson dans :
  - The Unit : Commando d'élite (2006-2009) : Kim Brown (69 épisodes)
  - The Walking Dead (2013) : Lilly Chambler (saison 4)

- Katie Cassidy dans :
  - Harper's Island (2009) : Trish Wellington (13 épisodes)
  - Melrose Place : Nouvelle Génération (2009-2010) : Ella Simms (18 épisodes)

- Melanie Scrofano dans :
  - The Listener (2012-2014) : Tia Tremblay (24 épisodes)
  - Bad Blood (2018) : Valentina Cosoleto (saison 2)

- Erin Karpluk dans :
  - Rookie Blue (2014-2015) : Juliet Ward (11 épisodes)
  - Rabbit Hole (2023) : Claire Weir

- Karla Souza dans :
  - Murder (2014-2020) : Laurel Castillo (78 épisodes)
  - El Presidente (en) (2020) : Rosario (8 épisodes)

- Ella Rumpf dans :
  - Freud (2020) : Fleur Salomé (8 épisodes)
  - Tokyo Vice (depuis 2022) : Polina

- 1994 : Hartley, cœurs à vif : Chaka Cardenes (Isabella Gutierrez) (14 épisodes)
- 1995-1997 : Les Nouvelles Aventures de Flipper le dauphin : Maya Graham (Jessica Alba) (saisons 1 et 2)
- 1995-1997 : Les Maîtres des sortilèges : Riana (Gosia Piotrowska) (26 épisodes)
- 1997-2001 : Stargate SG-1 : Nya (Crystal Lowe) (saison 1, épisode 4), Cassandra (Katie Stuart) (saison 1, épisode 15 et saison 2, épisode 2) et Cassandra (Colleen Rennison) (saison 5, épisode 6)
- 1998 : L'Irrésistible Jack : Alex McLaren (Hedy Burress (en))
- 1998-1999 : Hyperion Bay : Jennifer Worth (Sydney Penny)
- 1998-1999 : Merci les filles : Paige Whitney (Natalia Cigliuti)
- 2000 : Jack, le vengeur masqué : Emilia Smythe Rothshield (Angela Dotchin (en))
- 2000-2003 : La Guerre des Stevens : Ren Stevens (Christy Carlson Romano) (66 épisodes)
- 2001-2009 : Degrassi : La Nouvelle Génération : Liberty Van Zandt (Sarah Barrable-Tishauer) (161 épisodes)
- 2002 : Preuve à l'appui : Keisha Morton (Indigo) (saison 1, épisode 21)
- 2003-2004 : Les Frères Scott : Theresa (Sarah Edwards)
- 2003-2006 : Newport Beach : Theresa Diaz (Navi Rawat)
- 2004-2005 : Le Monde de Joan : Beth Reinhart (Kimberly McCullough (en))
- 2006-2007 : Veronica Mars : Nish Sweeney (Chastity Dotson (en)) (saison 3)
- 2007 : Flash Gordon : la princesse Aura (Anna Van Hooft (en))
- 2007 : How I Met Your Mother : Katie Scherbatsky (Lucy Hale) (saison 2, épisode 12)
- 2007-2008 : Skins : Jalander « Jal » Fazer (Larissa Wilson) (18 épisodes)
- 2009-2015 : Glee : Lauren Zizes (Ashley Fink) (25 épisodes)
- 2009-2013 / 2020 : Supernatural : Meg Masters #2 (Rachel Miner) (10 épisodes)
- 2012-2013 : Game of Thrones : Talisa Maegyr / Talisa Stark (Oona Chaplin) (11 épisodes)
- 2012 : Labyrinthe : Alaïs Pelletier du Mas (Jessica Brown Findlay) (mini-série)
- 2013-2016 : The Fall : Sally Ann Spector (Bronagh Waugh) (15 épisodes)
- 2013-2017 : Major Crimes : Emma Rios (Nadine Velazquez) (18 épisodes)
- 2015 : The Frankenstein Chronicles : Mary Shelley (Anna Maxwell Martin)
- 2015 : Les Experts : Cyber : Francine Krumitz (Angela Trimbur)
- 2015-2017 : Jordskott, la forêt des disparus : Eva Thörnblad (Moa Gammel)
- 2016 : Goliath : Lucy Kittridge (Olivia Thirlby) (saison 1)
- 2016-2017 : Marvel : Les Agents du SHIELD : la sénatrice Ellen Nadeer (Parminder Nagra) (saison 4)
- 2016-2022 : Billions : Troy (Clara Wong) (6 épisodes)
- 2017 : Iron Fist : ? ( ? )
- 2017 : Bloodline : Victoria Conte (Christina Pumariega) (saison 3)
- 2017-2021 : Atypical : Casey Gardner (Brigette Lundy-Paine) (38 épisodes)
- 2017-2021 : New York, unité spéciale : Dr Darby Wilder (Yvonna Kopacz Wright) (2e voix, saisons 19 à 22)
- 2018 : Jessica Jones : Inez Green (Leah Gibson (en))
- 2018-2019 : Chicago Fire : Naomi Graham (Kate Villanova) (saison 7)
- 2019 : Les Enquêtes de Vera : Sadie (Sonita Henry) (saison 9, épisode 3)
- 2020 : Luna nera : Leptis (Lucrezia Guidone (it)) (6 épisodes)
- 2020 : Lovecraft Country : Ji-Ah / le Kumiho (Jamie Chung)
- 2020 : Run : Babe Cloud (Tamara Podemski (en))
- 2020 : Coup pour coup (es) : ? (?) (mini-série)
- 2022 : God's Favorite Idiot : Wendy (Ana Scotney)
- 2022 : The Terminal List : Lauren Reece (Riley Keough)
- 2022 : SEAL Team : l'amiral Stevens (Kim Hawthorne (en)) (saison 6)
- depuis 2022 : La Défense Lincoln : Maggie McPherson (Neve Campbell)
- 2023 : The Last of Us : ? (?) (saison 1, épisode 7)
- 2023 : Le Pouvoir : ? (?) (saison 1, épisode 6)
- 2023 : Fubar : Tally Brunner (Fabiana Udenio)
- 2023 : Power Rangers : Cosmic Fury : Dr Lani Akana (Shavaughn Ruakere)
- 2023 : Daily Dose of Sunshine : la mère de Byeong-hui (Park Mi-hyun)
- 2024 : Kübra : Tugce (Pınar Töre (de))
- 2024 : Criminal Record (en) : June Lenker (Cush Jumbo)
- 2024 : Parasyte: The Grey : la femme de Won-seok [Qui ?]
- 2024 : Épouse mon mari : ? (?)
- 2024 : La Voix du lac : Maddie Schwartz (Natalie Portman) (mini-série)
- 2024 : Doctor Odyssey : Agnes Simkin (Kate Berlant) (saison 1, épisode 4)
- 2024 : Bandits, bandits : Cassandre (Zoe Ventoura)
- 2025 : El jardinero : la femme de Swimmer [Qui ?] (mini-série)

#### Séries d'animation
- 1980[n 5] : Richie Rich : Laure Friqué
- 1991[n 6] : Les Enfants du capitaine Trapp : Maria Kutschera
- 1991-1998 : Les Razmoket : Angelica « Couette-couette » Cornichon, Jules Cornichon et Kira Watanabe-Fifrelin
- 1992 : Les Aventures de Carlos : Mariana
- 1993-1994 : Junior le terrible : Cyndi
- 1994 : Tico et ses amis : Nanami
- 1994 : Les Contes du chat perché : Delphine
- 1994 : Spider-Man, l'homme-araignée : Maria « Taïna » Elizando
- 1995 : Happily Ever After: Fairy Tales for Every Child : Le Petit Chaperon rouge
- 1995-1996 : Sailor Moon : Bunny Rivière/Sailor Moon, Sérénité (saison 4)
- 1997 : Ivanhoé, chevalier du roi : Rebecca
- 1997-2003 : Les Trois Petites Sœurs : Helena
- 1999-2000 : Sabrina : Hilda
- 1999-2002 : Tweenies : Bella
- depuis 1999 : Les Griffin : Megan Griffin, Diane Simmons, Consuela (voix principale), Bonnie Swanson (2e voix), Barbara Pewterschmidt (2e voix), Joyce Kinney, Angela, Carol Pewterschmidt, Thelma Griffin, Jillian Russell (saisons 5 à 7[12]) et Connie d'Amico (souvent)
- 2000 : Les Nouvelles Aventures de Blinky Bill : Blinky Bill
- 2001 : Drôles de petites bêtes : Adèle la sauterelle
- 2001-2002 : Totally Spies! : Julie
- 2001-2003 : Ginger : Deirdre « Dodie » Hortense Bishop
- 2002-2004 : Fillmore ! : Karen Tehama
- 2003 : L'Odyssée : Nisa
- 2003-2008 : Razbitume ! : Angelica « Couette-Couette » Cornichon
- 2004-2005 : Star Wars: Clone Wars : Padmé Amidala
- 2005-2006 : Avatar, le dernier maître de l'air : Jun (1re voix)
- 2005 : Mes parrains sont magiques : Tootie
- 2006 : Rupert l'ours : Rita la renarde
- 2008 : Blaise le blasé : Soya Plante, Margot
- 2008-2014 : Star Wars: The Clone Wars : Padmé Amidala
- 2009 : Gormiti : la mère
- 2010[n 7] / 2023 : Archer : Uta (saison 1, épisodes 4 et 10) / Nina (saison 14, épisode 5), la journaliste (saison 14, épisode 6) et la mère de Trevor (saison 14, épisode 7)
- 2011 : Le Petit Prince : Ilnios (épisode Planète du Bubble Gob)
- 2016-2017 : La Ligue des justiciers : Action : Roxy Rocket
- 2017-2018 : Star Wars : Forces du destin : Padmé Amidala
- 2019 : Love, Death and Robots : Claire Markham (saison 1, épisode 14)
- 2021 : What If...? : Jane Foster[13] (saison 1, épisode 7)
- 2021 : Trese : Entre deux mondes[14] : Mindy
- depuis 2021 : Les Razmoket : Angelica « Couette-couette » Cornichon
- 2023 : The Ancient Magus Bride : Rose-Lynn
- 2023 : Edens Zero : Nadia
- 2023 : Invincible : voix additionnelles

### Jeux vidéo
- 1999 : Star Wars, épisode I : La Menace fantôme : Padmé Amidala
- 2000 : Star Wars Episode I: Jedi Power Battles : Padmé Amidala
- 2005 : Lego Star Wars, le jeu vidéo : Padmé Amidala
- 2009 : Star Wars: The Clone Wars - Les Héros de la République : Padmé Amidala
- 2013 : Disney Infinity : Padmé Amidala
- 2014 : Watch Dogs + (DLC : Bad Blood) : voix additionnelles
- 2016 : Watch Dogs 2 : voix additionnelles
- 2017 : Lego Marvel Super Heroes 2 : Miss Hulk, l'Enchanteresse, Jane Foster
- 2017 : Star Wars Battlefront II : voix additionnelles
- 2020 : World of Warcraft: Shadowlands : Calia Menethil (non-crédité)
- 2021 : Les Gardiens de la Galaxie : voix additionnelles
- 2022 : Lego Star Wars : La Saga Skywalker : Padmé Amidala
- 2023 : Final Fantasy XVI : Natálie et voix additionnelles
- 2024 : Unknown9: Awakening : ?
- 2024 : Star Wars Outlaws : ?